# 莫里斯·塞特斯
莫里斯·塞特斯（英語：Maurice Setters，1936年12月16日—2020年11月22日），生于霍尼顿，英格兰前男子足球运动员。他曾代表英格兰代表队参加1958年国际足联世界杯，结果队伍止步小组赛阶段。